# 李思瑶
李思瑶（?—?），是五代十国时党项族的首领，父亲拓跋重建，兄长李思恭，侄子李仁福。
后唐长兴四年（933年）三月，定难军节度使李仁福派押衙贾师温向唐明宗奏事，称自己病重，请以次子李彝超权知军州事，请求后唐朝廷正式任命。唐明宗派供奉官任命李彝超延州（今陕西省延安市东北）留后，促令他到延州赴任。又以李思瑶为夏州（今陕西省靖边县北白城子）行军司马，以李彝超的哥哥李彝殷为节度副使、李彝超为延州留守。
《册府元龟》记载李思瑶是李彝超的叔叔，但根据辈分应该是李仁福的叔叔。《册府元龟》把这条史料记载在〈将帅部·要君〉类别下。唐明宗不想让李彝超继承李仁福，所以任命李思瑶、李彝殷，来遏制李彝超。